# Hans Koch (SS-Mitglied)
Hans Koch (* 13. August 1912 in Tangerhütte; † 14. Juli 1955 in Danzig) war ein deutscher Kriegsverbrecher und Angehöriger der Lager-SS im KZ Auschwitz, der im Krakauer Auschwitzprozess zu lebenslanger Haft verurteilt wurde.

## Leben
Koch war ursprünglich Laborant. Am 10. Juli 1937 beantragte er die Aufnahme in die NSDAP und wurde rückwirkend zum 1. Mai desselben Jahres aufgenommen (Mitgliedsnummer 4.848.388). 1940 trat er der SS bei. 
Von Oktober 1940 bis zur Räumung des Lagers im Januar 1945 gehörte er der Lager-SS im KZ Auschwitz an, wo er als SS-Sanitätsdienstgrad und Desinfektor Dienst tat. Desinfektoren waren in Auschwitz nur zum Teil bei der Reinigung von Häftlingsbaracken oder Kleidung tätig, sondern vielmehr – darunter Koch im Rang eines SS-Unterscharführers – mit der Tötung von Menschen durch Giftgas betraut. Koch leitete zunächst die ersten Vergasungen im Alten Krematorium. 1943 und 1944 schüttete er dann gemeinsam oder im Wechsel mit Josef Klehr, Adolf Theuer und Georg Wosnitzka Zyklon-B-Kristalle in die großen Gaskammern Auschwitz-Birkenaus ein und war so an zentraler Stelle für hunderttausende Tote des Holocaust verantwortlich.
Im ersten Frankfurter Auschwitzprozess berichtete der ehemalige polnische Häftling Edward Pys von einem Gaskammermord im Alten Krematorium, den er im Sommer oder Herbst 1942 im Verborgenen von einem Fenster seiner Arbeitsstelle aus beobachten konnte. Nachdem zwei mit Planen bespannte Lastwagen vor dem alten Krematorium vorgefahren waren, wurden männliche sowie weibliche Personen in Zivilkleidung in das Gebäude verbracht. Koch und Theuer stiegen mit Gasmasken ausgestattet auf das Dach des Gebäudes und füllten das Zyklon B in die dafür vorgesehenen Öffnungen ein. Ab diesem Zeitpunkt wurde der Motor eines vor dem Gebäude stehenden Wagens für eine Viertelstunde angelassen, um das Schreien der Mordopfer zu überdecken, was aber laut Pys nicht gelang. Pys „hörte geradezu tierische Schreie, die nichts Menschliches mehr an sich hatten. Wenn ich nicht gewußt hätte, daß sich Menschen in dem Krematorium befanden, hätte ich niemals geglaubt, daß diese Schreie von Menschen herrührten. Diese fürchterlichen Schreie dauerten ein paar Minuten“.
Der Rechnungsführer beim Standortarzt, Martin Wilks, der seine Unterkunft in Auschwitz mit Hans Koch teilte, sagte ebenfalls als Zeuge im Frankfurter Auschwitzprozess aus, dass diesem seine Tätigkeit Spaß gemacht habe und er „sich damit rühmte, was er für ein guter Deutscher war“. Koch habe oft gesagt, die Vergasung „wäre nicht so schlimm“ für die Opfer. Derart belastende Aussagen über Koch waren kurz nach Kriegsende vermutlich noch nicht bekannt. Daher wurde er als Angeklagter im Krakauer Auschwitzprozess am 22. Dezember 1947 anders als viele Mitangeklagte nicht zum Tode, sondern zu einer lebenslangen Haftstrafe verurteilt. Im Urteil wurde vermerkt, dass Koch während seiner Dienstzeit oftmals morgens unter Müdigkeit litt, „da er die ganze Nacht Häftlinge [habe] vergasen“ müssen.
Hans Koch starb Mitte Juli 1955 im Alter von 41 Jahren im Danziger Zentralgefängnis.